# Polyscias compacta
Polyscias compacta là một loài thực vật có hoa trong Họ Cuồng cuồng. Loài này được Lowry & G. Plunkett miêu tả khoa học đầu tiên.